# Otar Lortkipanidse
Otar Lortkipanidse (georgisch ოთარ ლორთქიფანიძე, übliche fremdsprachliche Namensform: Otar Lordkipanidze, Transliteration auch: Ot’ar Lort’k’ip’anije; * 30. Oktober 1930; † 19. Mai 2002) war ein georgischer Archäologe.
Lortkipanidse war Mitglied der Georgischen Akademie der Wissenschaften und Gründer des Georgischen Archäologischen Instituts. Er befasste sich in erster Linie mit den Völkerschaften des antiken Kolchis und deren Beziehungen zum Antiken Griechenland. Sein Sohn ist der Paläoanthropologe Dawit Lortkipanidse.

## Publikationen (Auswahl)
- Das alte Kolchis und seine Beziehungen zur griechischen Welt von 6. zum 4. Jahrhundert vor Christus. Universitätsverlag Konstanz, Konstanz 1985, ISBN 3-87940-263-9
- Archäologie in Georgien. Von der Altsteinzeit zum Mittelalter. (Quellen und Forschungen zur prähistorischen und provinzialrömischen Archäologie) VCH, Acta humaniora, Weinheim 1991, ISBN 3-527-17531-8[1]
- Das alte Georgien (Kolchis und Iberien) in Strabons Geographie. Neue Scholien. Hakkert, Amsterdam 1996
- Phasis. The river and city in Colchis. Steiner, Stuttgart 2000
- Iberia II (Georgien). In: Reallexikon für Antike und Christentum. Band 17: Iao – Indictio feriarum. Hiersemann, Stuttgart 1996, ISBN 3-7772-9611-2, S. 12–106 (mit Heinzgerd Brakmann).

Nicht berücksichtigt sind die weit größere Zahl der auf Georgisch und Russisch veröffentlichten Werke.